# Julie Wolfthorn
Julie Wolfthorn (8 janvier 1864 – 26 décembre 1944) est une peintre allemande. Née Julie Wolf (ou Wolff) d'une famille juive de classe moyenne, elle se fait appeler Julie Wolfthorn, en référence à sa ville de naissance Toruń (Thorn).

## Biographie

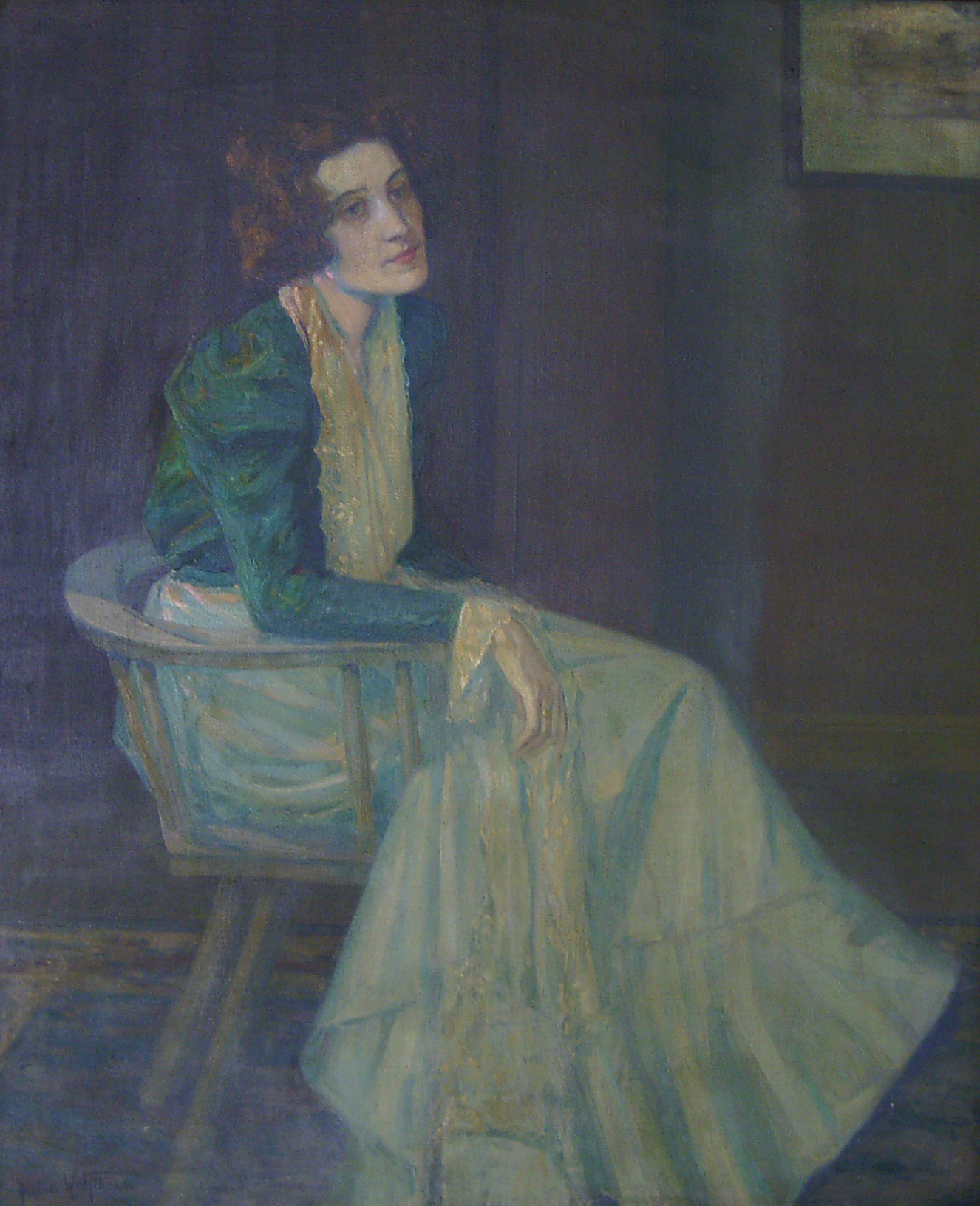
Portrait de Hedda Eulenberg (1901)

Julie Wolfthorn est née à Thorn en province de Prusse-Occidentale. En 1883, elle s'installe à Berlin. En 1890, elle étudie à l’école de dessin et de peinture de Curt Herrmann (en), réservée aux femmes. Puis, comme les académies d'art allemandes n'acceptent pas les femmes, elle se rend à Paris pour étudier à l'Académie Colarossi et à l'Académie Julian. Après ses études à Paris, Julie Wolfthorn retourne à Berlin. En 1898, elle devient la cofondatrice de la Sécession de Berlin et de la "Verein der Künstlerinnen und Kunstfreunde Berlin" (Association des Artistes et Amateurs d'Art de Berlin). En 1905, Julie Wolfthorn et plus de 200 artistes féminines signent une pétition pour le droit des femmes à rejoindre l'Académie Prussienne des Arts. Cette demande est rejetée par le directeur de l'académie, Anton von Werner. Cette période est très prolifique pour Julie Wolfthorn, elle peint de très nombreux portraits.
Avec l'artiste Käthe Kollwitz, elles fondent la coopérative de l'exposition "Verbindung Bildender Künstlerinnen". Les deux femmes sont par ailleurs élues à l'administration de la Berliner Secession (Sécession de Berlin) en 1912, mais en 1933, Julie Wolfthorn en est exclue, de même que Fanny Remak. 
En 1941, Julie Wolfthorn est arrêtée par les Nazis pour son engagement et ses liens avec la Kulturbund Deutscher Juden (de) (Association culturelle des Juifs allemands) : les Nazis déclarant cette association illégale, les membres sont arrêtés et l'ensemble de leurs biens est saisi.
Le 28 octobre 1942, âgée de 78 ans, Julie Wolfthorn et sa sœur Luise Wolf, sont déportées au camp de concentration de Theresienstadt (République Tchèque). Julie Wolfthorn aurait continué le dessin jusqu'à sa mort, le 26 décembre 1944.

## Travail

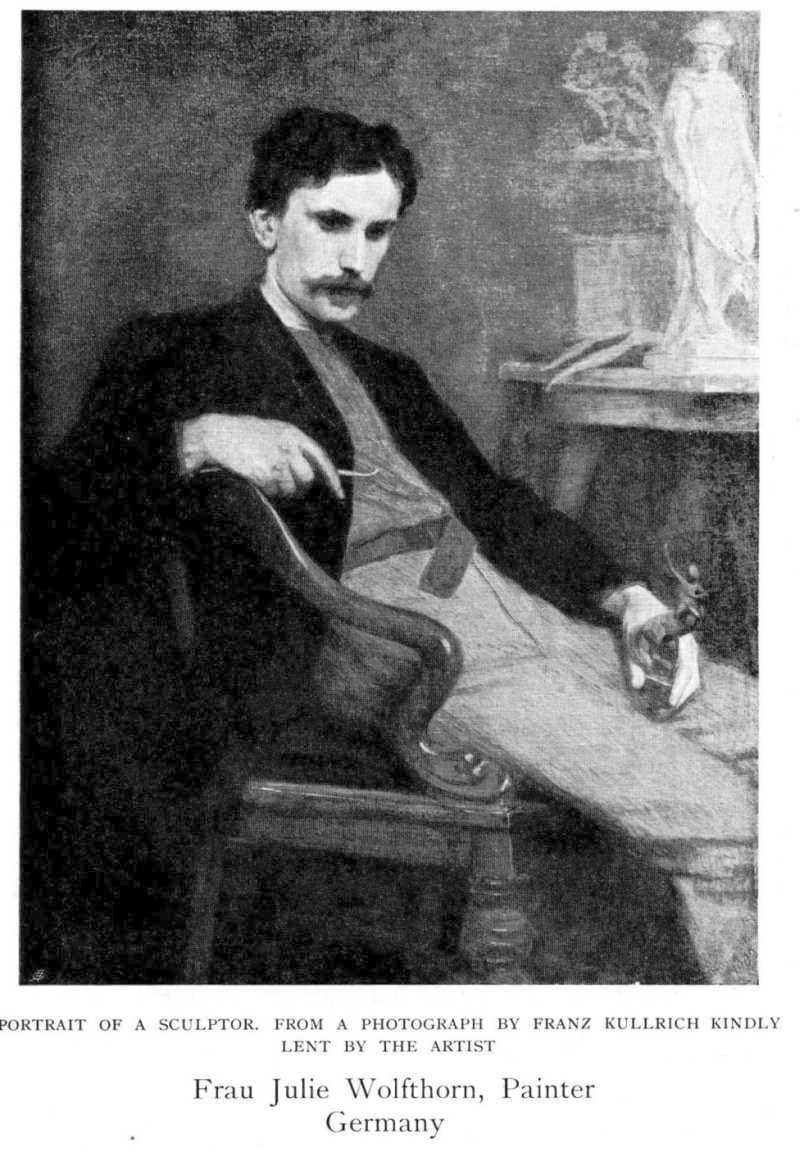
Portrait d'un sculpteur (1905)

Artiste du mouvement impressionniste, plus connue pour ses portraits, Julie Wolfthorn est l'une des principales artistes féminines du début du 20e siècle, avec Käthe Kollwitz et Dora Hitz. Elle peint des centaines de portraits de célébrités berlinoises de son temps, dont de nombreuses militantes féministes. Ses portraits les plus renommés sont , :
- Ida et Richard Dehmel
- Hedda Eulenberg
- Hedwig Lachmann
- Gustav Landauer
- les familles des architectes Hermann Muthesius et Peter Behrens
- Dagny Juel-Przybyszewska
- Gabriele Reuter
- Grete et Conrad Ansorge
- Tilla Durieux
- Maria Orska
- Carola Neher
- Bjørn Bjørnson
- Margarethe et Gerhart Hauptmann
- Émilie et Rudolf Mosse
- Christian Rohlfs